# Cédric Bakambu
Cédric Bakambu (Vitry-sur-Seine, 11 de abril de 1991) é um futebolista profissional franco-congolês que atua como atacante. Atualmente está no Betis.

## Carreira
Cédric Bakambu foi revelado pelo FC Sochaux, onde atuou até 2014. Depois foi transferido ao Villarreal, onde no final da temporada 2017-18 se transferiu para o Beijing Guoan, se tornando o africano mais caro da história do futebol, com um valor de € 74 milhões.

## Seleção
Ele representou o elenco da Seleção da República Democrática do Congo de Futebol no Campeonato Africano das Nações de 2017.

### Artilharias
- Super Liga Chinesa: 2020 (14 gols)